# Aphytis sankarani
Aphytis sankarani is een vliesvleugelig insect uit de familie Aphelinidae. De wetenschappelijke naam is voor het eerst geldig gepubliceerd in 1986 door Rosen & DeBach.